# Tapiserija
Tapiserija je posebna slikarska tehnika. Tapiserija je vrsta klečanog ćilima. Između niti osnove provlače se niti potke koje oblikuju motive. Provučene niti pritiskuju se "češljem" i tako nastaju gusti, jednolični, paralelni radovi.
Tapiseriji je osnova u ljepoti linije i boje koje su po materijalnom sastavu vunene ili svilene. Tapiser iz prirode tih materijala izvlači specijalnu ljepotu mekih kontura i još mekših ploha (likovna umjetnost) boje. Srodna tapiseriji je tehnika pod nazivom goblen.
Tapiserija je disciplina koja svojom složenošću dotiče više drugih disciplina primijenjene i likovne umjetnosti.
Tapiserist se ne može definirati jednom riječju, jer je slikar, dizajner, arhitekt, kipar, scenograf, ilustrator, crtač i odličan poznavalac tehnoloških postupaka, prije svega tkanja koje je u povijesnom i tehnološkom smislu osnova tapiserije. Danas je tapiserija otišla mnogo dalje od pukog tkanja pa je tako i tapiserija danas dizajnersko i arhitektonsko djelo, skulptura, scenografija, ilustracija, crteža i priča.

## Slavne tapiserije
- Sampul tapiserija, 3-2 st. p. Kr., Sampul, Urumqi Xinjiang.
- Tapiserija Hestija, 6. st., Egipat, Kolekcija Dumbarton Oaks.
- Tapiserija iz Bayeuxa, koja opisuje događaje u bitci kod Hastingsa; u Lipnju 2007. g. uvrštena je u UNESCOvu svjetsku baštinu.
- Tapiserija Apokalipse je najdulja tapiserija na svijetu, a opisuje scene iz knjige Otkrivenja. Izvezena je između 1373. i 1382. Izvorno je duga 140m (459 stopa), ali je očuvano tek 100m koji se danas nalaze u dvorcu Château d'Angers, u Angers-u u Francuskoj.
- Šestodijelna La Dame à la Licorne (Dama s jednorogom), u hotelu Cluny, Pariz.
- Lov na jednoroga je tapiserija iz sedam dijelova izvezena između 1495. i 1505., danas u Metropolitan muzeju u New York-u.
- Tapiserije iz Sikstinske kapele koje je dizajnirao Rafael od 1515. – 16., od kojih su očuvani i originalni kartoni (skice za tapiseriju).
- Valois tapiserije su 8 tapiserija koje opisuju kraljevska slavlja u Francuskoj iz 1560tih i 1570tih.
- Tapiserija Novi svijet je 267 stopa duga tapiserija koja opisuje kolonizaciju Amerike između 1583. i 1648., danas u Britanskom i Commonwealth muzeju u Bristolu.
- Najveća kolekcija flamanskih tapiserija je u kolekciji Španjolskog dvora. Tamo se nalazi 8000 metara povijesnih tapiserija iz flandrije, kao i španjolskih tapiserija koje su dizajnirali umjetnici kao Goya i drugi. Većina je izložena u brojnim dvorcima, a poseban muzej za tapiserije se nalazi u palači La Granja.

### Galerija tapiserija
- Grčki vojnik na Sampul tapiseriji, vuneni vez, 3-2 stoljeće prije Krista, Sampul, Urumqi Xinjiang muzej.
- Hestia puna blagoslova, Egipat, 6. stoljeće, Dumbarton Oaks kolekcija.
- Tapiserija od šest dijelova La Dame à la Licorne (Dama s jednorogom) u l'Hôtel de Cluny, Pariz.
- Dama s jednorogom, flamanska tapiserija iz 15. st. koja opisuje ljudska osjetila, ovdje - vid.
- Flamanska dekorativna tapiserija u Victoria i Albert muzeju, London.
- Tapiserija s razboja iz manufakture "Gobelins".
- Zenobija osuđuje Meonijeve ubojice, kasno 16. stoljeće (Musée des Beaux-Arts, Rouen).

## Vanjske poveznice
- Tapestry  Arhivirana inačica izvorne stranice od 17. siječnja 2020. (Wayback Machine), "Povijest umjetnosti" (engl.)